# Вінницька область

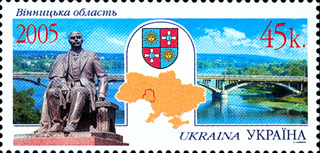
Марка Укрпошти «Вінницька область» (2005)

Ві́нницька о́бласть (Вінниччина) — область у центрі України. Населення становить 1 509 015 (1 січня 2022 р.).
Вінницька область була утворена 27 лютого 1932 року, коли ЦВК СРСР затвердив постанову IV позачергової сесії ВУЦВК від 9 лютого 1932 року про створення на території України п'яти областей. Обласний центр — місто Вінниця населення якої станом на 1 січня 2022 року становить 369 739 осіб. Розташована на правобережжі Дніпра в межах Подільської височини.
На заході межує з Чернівецькою та Хмельницькою, на півночі — з Житомирською, на сході — з Київською, Кіровоградською та Черкаською, на півдні — з Одеською областями України та з Молдовою.

## Історія

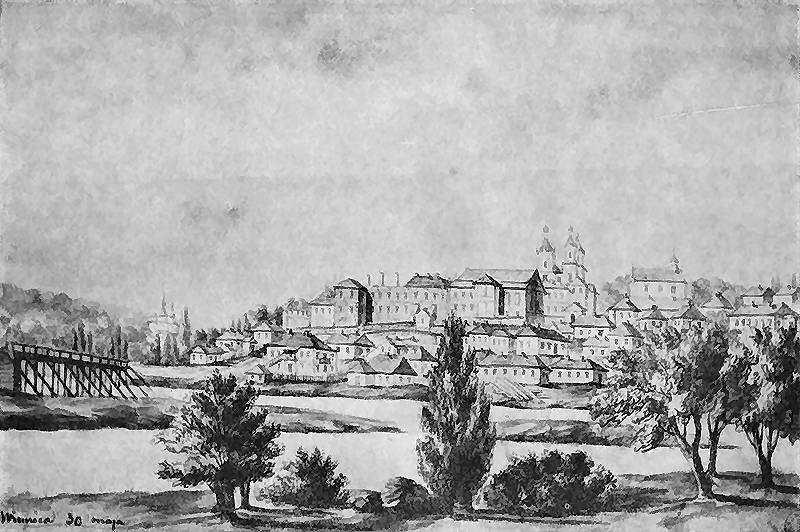
Вінниця. Малюнок Наполеона Орди

На території, займаній сучасною Вінницею, людина селилася з незапам'ятних часів. Археологи знайшли тут знаряддя праці епохи неоліту, поховання бронзової доби, слов'янські поселення, що належали до черняхівської культури; пізніше тут жили племена, що входили до складу Київської Русі, Галицько-Волинського князівства.
З географічної точки зору територія Вінницької області — це землі, що лежать у середній течії Південного Бугу, або, по-старому, Богу, званого в Геродота Гіпанісом.
У літописні часи, за Нестором, «Уличі і тиверці сиділи по Дністру і з'єднали з Дунаєм. Була їх множина». Пізніше київський князь Олег, розширюючи володіння, стягував данину й володарював «над полянами, і древлянами, і мешканцями півночі, і радимичами, а з уличами і тиверцями воював», як повідомляє «Повість временних літ» під 885 роком. Незабаром Середнє Побужжя увійшло до складу Київської Русі, і вже в 907 році у відомий похід на Царгород Олег узяв із собою «тиверців, відомих як товмачі».
У період феодальної роздробленості Київської Русі ці землі ввійшли до складу Галицько-Волинського князівства. Оскільки стольні міста цього князівства, Володимир і Галич, розташовувалися перший на північ від басейну річки Дністер, а другий — у верхній її течії, то землі, що лежали на південь від них, у нижній течії безлічі лівих приток Дністра, одержали назву Пониззя.
Коли ж у 1240 році під ударами орд Батия впав Київ, татарські завойовники рушили на захід і незабаром удерлися в Поділля — так з тих часів стало називатися Пониззя. Не знайшовши в західних сусідів допомоги й підтримки в боротьбі з нашестям, галицько-волинський князь Данило Романович вимушений був визнати залежність від Золотої Орди. Татари розділили на тьми Подільський улус, брали з нього данину, а самі кочували в Дикому полі — в степах на південь від річок Ягорлик, Синюха, Тясьмин.
На багате, хоч і ослаблене безперестанними поборами Поділля, до того ж контрольоване Ордою лише часом, стали зазіхати угорські, польські, литовські феодали. У 1362 році великий князь литовський Ольгерд, зібравши значне військо, розбив в битві на річці Синюха орди братів Кутлубуга, Хачибея і Дмитра. Як сказано в літописі, «оттолі від Поділля ізгна владу татарську». Знов придбані землі Ольгерд роздав своїм племінникам Федору, Юрію, Олександру і Костянтину Коріятовичам, що продовжували у своїй діяльності державні традиції Київської Русі.
Уздовж меж Дикого поля брати звели замки для захисту від набігів неспокійних південних сусідів. Ці замки й з'явилися основою для зростання таких міст, як Вінниця, Черлений град, Брацлав, Ров-Бар та інші. Звичайно, поселення в цих зручних для життя й оборони місцевостях існували задовго до приходу Коріятовичів, що підтверджується археологічними даними. Проте початок згаданих міст відноситься до 1362—1363 років.
Заснування Вінниці пов'язане з ім'ям Ольгердового племінника Федора Коріятовича. У 1363 році він заклав дерев'яну фортецю на високій кручі, нижче впадання в Буг лівої його притоки — річки Віннички. Урочище Замкова гора, обернене років сто тому в каменоломні, в 1890 році зникло зовсім, перетворившись у фундаменти міських будинків і бруківку. Назва «Вінниця» зустрічається вже в документі, підписаному 13 червня 1385 року в Кракові королем Владиславом Ягеллоном. З багатьох версій, що пояснюють назву міста, мабуть, найімовірніші ті, що ґрунтуються на таких словах: «вінниця» — винокурня, де варилося пиво винне, старослов'янське «вѣно» — посаг, придане, одержане Коріатовичами, і Вінничка — річка.
Невеликий дерев'яний замок у ряді інших степових зміцнень, звичайно, не радував ординців. З 1400 по 1569 рік він піддавався тридцять разів тільки великим нападам, горів і знову вставав над Бугом.
Після Кревської унії 1385 року, що об'єднала Польщу і Литву, що охрестилася, у 1434 році подільські землі аж до річки Мурафи було підпорядковано безпосередньо польській короні, тут було утворено Подільське воєводство. Середнє Побужжя залишилося під владою Литви, тут було утворено Брацлавське воєводство, або коротко, за головним містом — Брацлавщину.
У другій половині XV століття Вінниця за привілеєм Олександра Казимировича вже користувалася магдебурзьким правом. Самоврядування здійснювалося виборним магістратом, куди входила рада — рада з восьми чоловік на чолі з бургомістром, лава — суд з п'яти лавників з війтом на чолі й ґміна з дванадцяти чоловік. Ремісники об'єднувалися в цехи, а в Краєзнавчому музеї можна побачити старовинні цехові знаки. Швидкому зростанню економічного значення міста сприяв також торговий тракт з Молдови до Москви. За часів Івана III між двома державами зав'язалися активні торгові зв'язки. У XVI сторіччі почастішали набіги кримчан на подільські землі, і вінницький замок деколи вже не вміщав тих, що всіх прагнули в ньому сховатися. У 1541 році татари особливо жорстоко спустошили околиці Вінниці й захопили багато полонених, яких, правда, вдалося відбити.
У 1558 році звели новий замок на більш неприступних земляних валах острівця Кемпа, лежачого проти правобережного горба, що огинається Бугом. Але цей замок також був дерев'яним, і в 1580 році його спалили татари. У вогні загинули всі даровані місту грамоти, а з ними і без того куці права міщан.
На одностайне прохання місцевої шляхти, за Люблінською унією 1569 року Брацлавщина перейшла під владу Речі Посполитої.
У 1598 році до Вінниці були переведені всі урядові установи, і вона стала столицею Брацлавського воєводства, тому що Брацлав ще частіше піддавався нападам татар, та і неспокійна Запорізька Січ знаходилася близько. Це зумовило наступний етап зростання Вінниці — забудову правого берега Бугу. Нове розташування замку, що зайняв найважливіше місце в структурі міста, сформувало і планувальну мережу вулиць Правобережжя, пучком тих, що сходяться до моста, пізніше перекинутого на замковий острів Кемпа, а з нього — на лівий берег. Ця схема вулиць існує і нині.
Після Андрусівського перемир'я 1667 роки Брацлавщина, як і вся Правобережна Україна, залишилася під владою польської корони. Проте шляхетська Польща настільки слабшала, що не змогла встояти перед натиском Високої Порти і за Бучацьким миром 1672 року віддала туркам значну частину Подільського, Брацлавського і Київського воєводств. Трактат «Про вічний мир» 1686 року повернув Польщі все Правобережжя, правда формально. Тож двадцять сім років, до 1699 року, володарювало на цих землях створене турками та очолюване їхніми ставлениками Петром Дорошенком, Юрієм Хмельницьким та іншими «князівство Сармата», і розтерзаний війнами край перетворився на пустелю, що роздирається внутрішніми суперечностями.
Польська держава розхитувалася під ударами конфедерацій власної шляхти, поки не розсипалася, тричі розділена між могутніми сусідніми монархіями — Росією, Австрією і Пруссією. Боротьба конфедератів проти царських військ продовжувалася з 1768 до 1772 року. У жовтні 1768 на стороні Барської конфедерації виступила Туреччина, яка оголосила війну Росії. Французький уряд для керівництва збройними силами конфедератів вислав генерала Дюмур'є. Однак, попри значну міжнародну підтримку, в 1772 році головні сили конфедератів були розбиті російськими військами під командуванням О. Суворова. Поразка Барської конфедерації стала однією з передумов першого поділу Польщі в 1772 році. Після другого розділу 1793 року Поділля і Брацлавщина відійшли до Росії та утворили Подільську губернію, до західної частини губернії увійшло власне Подільське воєводство, в східну — Брацлавське воєводство.
Після приєднання Поділля до Росії Вінниця стала губернським містом, але після установи Подільської губернії з центром в Кам'янці була переведена в штат повітового міста. Розвиток Вінниці пішов набагато швидшим після споруди в 1870 році поблизу міста залізниці Київ — Балта — Одеса. З'явилися фабрики та заводи, в місті стали будувати кам'яні будівлі.
31 жовтня — 1 листопада 1921 р., під час Листопадового рейду, через Літинський та Хмільницький райони теперішньої Вінницької області проліг шлях Подільської групи (командувач Михайло Палій-Сидорянський) Армії Української Народної Республіки.

### УРСР
Вінницька область була заснована 27 лютого 1932 року. Тоді вона займала території нинішніх Вінницької, Хмельницької, частини Житомирської області, і до її складу ввійшли 2 міста (Вінниця і Бердичів) та 71 район. Але в 1937 році, після утворення Кам'янець-Подільської та Житомирської областей, у складі Вінницької області залишається два міста обласного підпорядкування — Вінниця і Могилів-Подільський та 42 райони.

### Друга світова війна
Під час другої світової війни в липні 1941 року область була окупована німецькими та румунськими військами. Усьому народному господарству було завдано великих збитків — спалено 14 сіл, спалено та зруйновано 25909 будинків, 1586 шкіл, 22 технікуми, 148 клубів, театрів і музеїв, 236 бібліотек, 236 лікарень і амбулаторій, 41 дитячий заклад, зруйновано або знищено 1939 колгоспів, 376 промислових підприємств, знищено або вивезено до Німеччини 101367 сільськогосподарських машин. До того ж на примусові роботи вивезено 74344 мирних громадян. Область звільнена у березні 1944 року. 137 вінничан у роки Другої Світової війни за проявлений героїзм відзначені найвищою нагородою — звання Героя Радянського Союзу.

## Адміністративно-територіальний устрій

### Загальна інформація
Адміністративний центр області — місто Вінниця.
У складі області:
- районів — 6[3];
- населених пунктів — 1504, в тому числі:
  - міського типу — 47, в тому числі:
    - міст — 18, в тому числі:
      - міст обласного значення — 6;
      - міст районного значення — 12;

    - селищ міського типу — 29;

  - сільського типу — 1457, в тому числі:
    - сіл — 1327;
    - селищ — 130.

У системі місцевого самоврядування:
- районних рад — 27;
- міських рад — 18;
- селищних рад — 28;
- сільських рад — 661.

### Райони
| № | Назва               | Адм. центр             | Площа району (км²) | Населення району (тис. осіб) | Густота населення (осіб/км2) | Кількість громад | Адм. устрій |
| - | ------------------- | ---------------------- | ------------------ | ---------------------------- | ---------------------------- | ---------------- | ----------- |
| 1 | Вінницький          | м. Вінниця             | 6888,9             | 657,6                        | 95,46                        | 16               | Адм. устрій |
| 2 | Гайсинський         | м. Гайсин              | 5674,8             | 243,3                        | 42,87                        | 14               | Адм. устрій |
| 3 | Жмеринський         | м. Жмеринка            | 3150,6             | 165,8                        | 52,62                        | 8                | Адм. устрій |
| 4 | Могилів-Подільський | м. Могилів-Подільський | 3220,5             | 146,9                        | 45,61                        | 7                | Адм. устрій |
| 5 | Тульчинський        | м. Тульчин             | 3858,4             | 157,2                        | 40,74                        | 9                | Адм. устрій |
| 6 | Хмільницький        | м. Хмільник            | 3701,1             | 188,3                        | 50,88                        | 9                | Адм. устрій |

### Міста обласного значення
- Вінниця
- Жмеринка
- Козятин
- Ладижин
- Могилів-Подільський
- Хмільник

Утратили статус у 2020 році після Адміністративно-територіальної реформи в Україні

## Географія
Область займає майже 4,5 % території України. На південному заході Вінниччини, по річці Дністер, проходить державний кордон з Республікою Молдова довжиною 191 км.

### Ґрунти
Вінницька область лежить у межах лісостепової зони. На території області поширені ліси з дуба, граба, липи, ясена, клена, в'яза. Ґрунт здебільшого опідзолений (близько 65 %). На північному сході області переважають чорноземи, в центральній частині — сірі, темно-сірі, світло-сірі, на південному сході й у Придністров'ї — глибокі чорноземи та опідзолені ґрунти. Понад 70 % території області зорано.
На території області розташований Іллінецький метеоритний ударний кратер.

### Клімат
Клімат області — помірно континентальний, середня температура січня: −5 °C, середня температура липня: +20 °C; річна кількість опадів: 520—590 мм, з них 80 % випадають в теплий період.

### Гідрографія

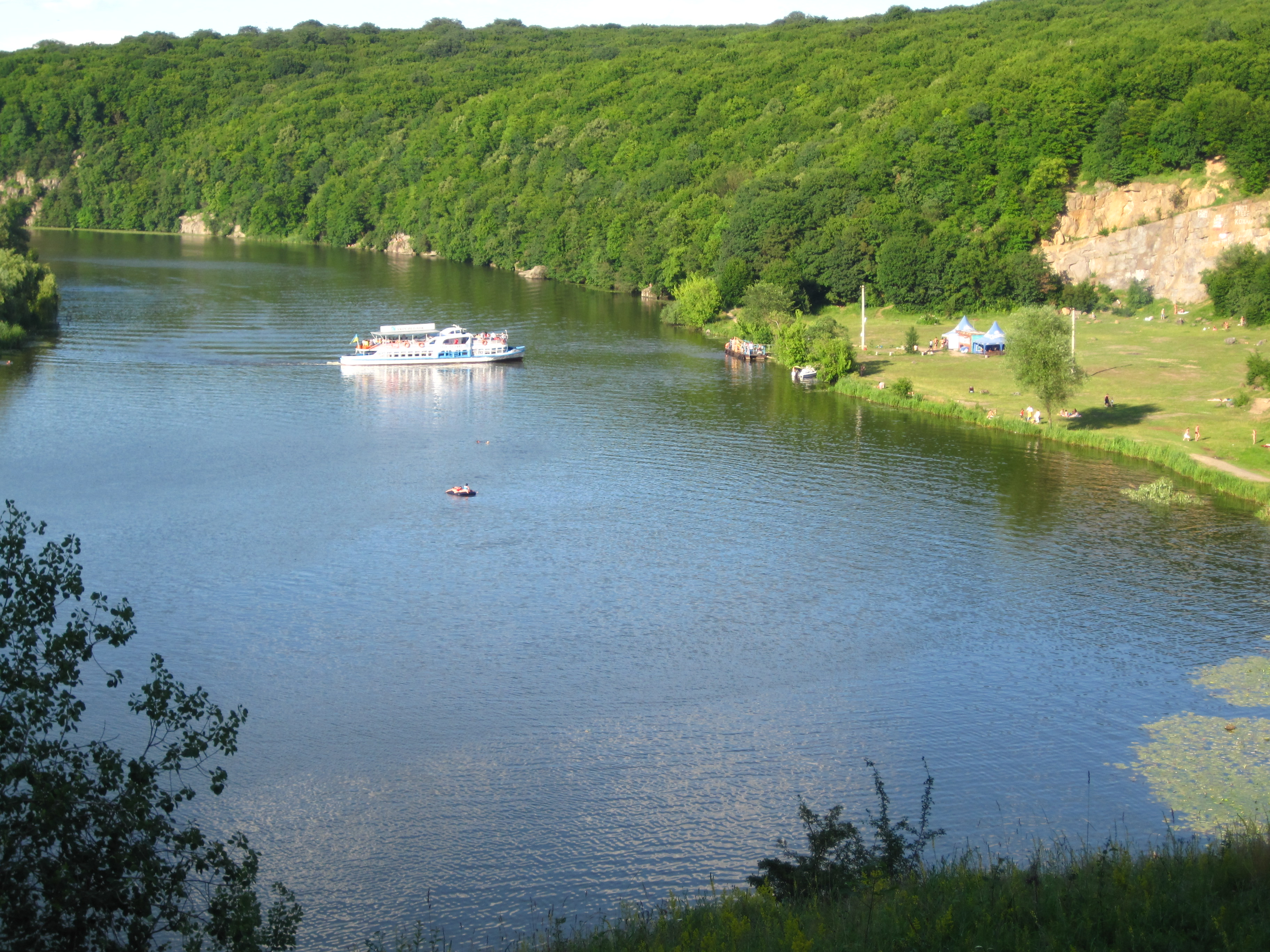
Водосховище в м. Вінниця перед Сабарівською ГЕС

Гідрографічна мережа Вінницької області  належить до басейнів трьох великих річок — Південного Бугу (приблизно 62 % території), Дністра (28 %) та Дніпра (10 %). Вони мають переважно снігове й дощове живлення і належать до типу рівнинних. Загалом в області протікає 241 річка. Найбільшою річкою, що на значному протязі (317 км) протікає по території області й ділить її на дві майже рівні частини, є Південний Буг, який у межах області приймає 14 приток з лівого боку і стільки ж з правого. Найбільші притоки: Згар, Рів, Дохна, Соб, Снивода, Постолова. На південному заході, на межі з Чернівецькою областю і Молдовою, протікає друга за розмірами річка України — Дністер. Притоки: Мурафа, Немиця, Лядова. До басейну Дніпра належать річки крайнього північного сходу області. Вони тільки частково протікають по території області: Рось, Оріхова і Роставиця. До внутрішніх вод області належать численні ставки та водосховища. Тут налічується близько 4850 ставків, загальна площа їх перевищує 24 тис. га. У області розташовано 52 водосховища. Найбільші водосховища — Ладижинське, Сандрацьке, Сутиське і Дмитренківське. Болота на території Вінниччини розташовані по долинах річок. Найбільше боліт у північній і середній частинах області. Найбільші площі боліт є вздовж Згару, Рову, Рівця, Собі, Соврані, Постолової, Десни.

### Корисні копалини
Вінницька область багата нерудними корисними копалинами. Господарське значення мають родовища каолінів і будівельного каменя. Найбільші з них — Глуховецьке родовище каоліну, Турбівське родовище каоліну, Великогадомінецьке родовище каоліну. На території області виявлено близько 50 родовищ гранітів, гнейсів, піщаників, найбільші з них, — Витавське, Гніванське, Стрижавське, Жежелівське. Є також родовище фосфоритів (Жванське), крейди, гіпсу, глин, піску. Паливні ресурси області обмежені і представлені торфом і бурим вугіллям. Ці ресурси мають місцеве значення. На території області відкриті джерела мінеральних вод — в Хмільнику (радонові води), с. Житники, поблизу м.Козятин і в с.Липовці. Таким чином, мінерально-сировинні ресурси Вінницької області створюють хорошу базу для швидкого розвитку її промисловості.

## Демографія
Чисельність населення на 1 січня 2022 року наявне 1 509 515, міське — 789588, сільське — 719927.
Станом на 5 грудня 2001 року, на час останнього перепису, населення Вінницької області становило 1 млн 772,4 тисячі осіб, з них 818,9 тисячі — міське, 953,5 тисяч — сільське. Кількість сільського населення є найбільшою серед областей України. В області проживають представники 92 національностей, серед яких 91,5 % становлять українці, 5,9 % — росіяни, 1,4 % — євреї, 0,4 % — поляки, 0,26 % — білоруси, 0,2 % — молдовани.
Національний склад населення Вінницької області станом на 2001 рік
| №  | Національність | Кількість осіб | %        |
| -- | -------------- | -------------- | -------- |
| 1  | Українці       | 1 674 135      | 94,91 %  |
| 2  | Росіяни        | 67 501         | 3,83 %   |
| 3  | Поляки         | 3 794          | 0,22 %   |
| 4  | Білоруси       | 3 114          | 0,18 %   |
| 5  | Євреї          | 3 066          | 0,17 %   |
| 6  | Молдовани      | 2 944          | 0,17 %   |
| 7  | Вірмени        | 1 091          | 0,06 %   |
| 8  | Цигани         | 874            | 0,05 %   |
| 9  | Азербайджанці  | 717            | 0,04 %   |
| 10 | Татари         | 504            | 0,03 %   |
| 11 | Інші           | 6 204          | 0,35 %   |
|    | Разом          | 1 763 944      | 100,00 % |

За професійною структуризацією серед зайнятого населення налічується 326,4 тисячі працівників сільського, лісового та рибного господарства, 127,5 тисячі — промисловості, 105,9 тисячі — торгівлі та сфери послуг, 59,0 тисячі — освіти, 51,1 тисячі — охорони здоров'я та соціальної допомоги, 44,7 тисячі — транспорту та зв'язку.

## Злочинність
Рівень злочинності за 2012 рік на 10 тис. населення складає 60,0 злочинів, з них 20,4 тяжких та особливо тяжких.

## Матеріальне виробництво
Структура промислового виробництва (у % до загального обсягу області):
- Харчова промисловість — 53;
- Електроенергетика — 23;
- Машинобудування і металообробка — 12;
- Легка промисловість — 3;
- Хімічна і нафтохімічна промисловість — 3;
- Промисловість будівельних матеріалів — 2,5;
- Деревообробна і целюлозно-паперова — 1;
- Інші галузі — решта

Вінницька обласна рада прийняла бюджет області на 2011 рік, затвердивши прибутки у розмірі 2262 млн гривень і витрати 2262 млн гривень.

### Сільське господарство
В агропромисловому комплексі працює понад 850 агроформувань на основі приватної власності на землю. Крім цього діють 1240 селянських (фермерських) господарств. Площа сільськогосподарських угідь становить понад 2 млн гектарів. Родючість ґрунтів у середньому по області становить 60–65 одиниць (за 100 — бальною шкалою). За обсягом валової продукції сільського господарства область займає провідне місце в Україні. Питома вага рослинництва — 61 %, тваринництва — 39 %. З кожним роком збільшуються посівні площі під зернові культури та в першу чергу — озиму пшеницю, ячмінь, соняшник, кукурудзу, гречку, просо і цукровий буряк. Валовий збір зерна за останні два роки зріс майже на чверть, середньорічний урожай становить 1650 тонн.

## Транспортно-комунікаційна мережа

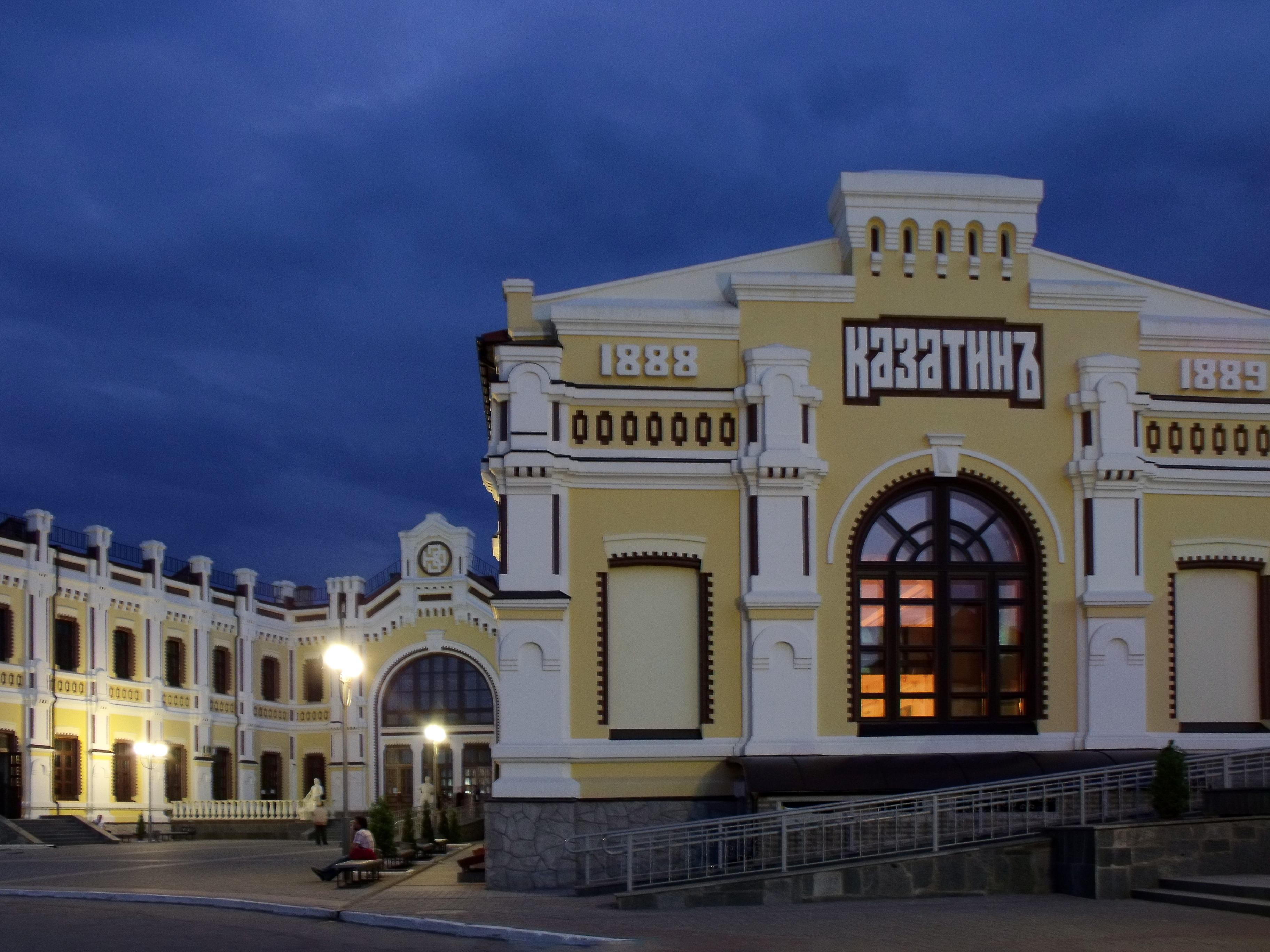
Вокзал у Козятині

### Залізничне сполучення

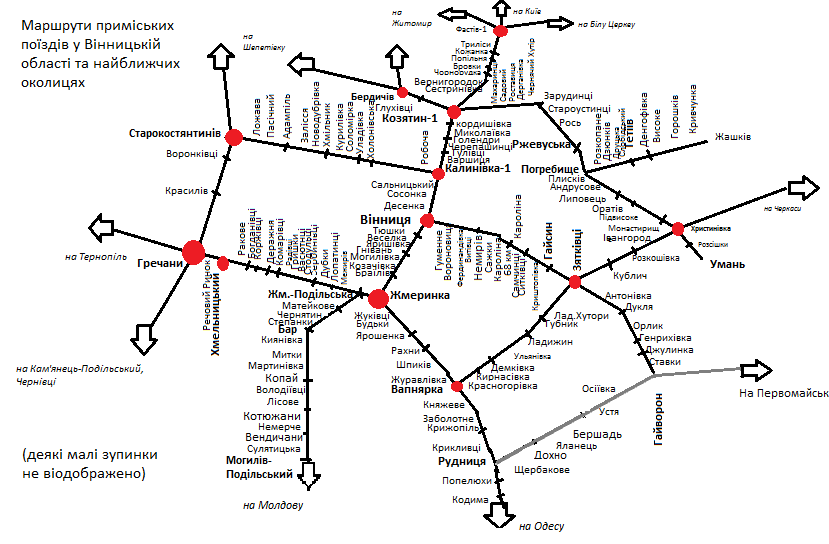
Маршрути приміських поїздів у Вінницькій області

За щільністю залізничних колій на одну тисячу квадратних кілометрів території область займає п'яте місце в Україні.
Основні залізничні вузли області — Козятин, Жмеринка, Вінниця, Вапнярка, Калинівка I, Рудниця, Погребище, Зятківці.
Залізничні вузли поблизу області: Бердичів, Фастів, Котовськ, Христинівка, Гайворон, Голованівськ, Гречани, Старокостянтинів.
Вінницька область має інтенсивний рух поїздів далекого сполучення. Зі станцій Вінницької області існують поїзди тепер уже до всіх областей України та майже до всіх обласних центрів, окрім Донецька, Луганська, Кропивницького та Сімферополя.
Основні напрямки залізничного приміського руху:
- Жмеринка — Вінниця — Козятин [Архівовано 30 вересня 2020 у Wayback Machine.]
- Вапнярка — Жмеринка [Архівовано 30 вересня 2020 у Wayback Machine.]
- Жмеринка — Могилів-Подільський [Архівовано 30 вересня 2020 у Wayback Machine.]
- Жмеринка — Гречани [Архівовано 30 вересня 2020 у Wayback Machine.]
- Козятин — Погребище, Жашків, Христинівка [Архівовано 4 березня 2016 у Wayback Machine.]
- Козятин — Бердичів, Житомир, Шепетівка [Архівовано 5 березня 2016 у Wayback Machine.]
- Вапнярка — Христинівка [Архівовано 4 березня 2016 у Wayback Machine.]
- Гайворон — Бершадь — Рудниця [Архівовано 4 березня 2016 у Wayback Machine.]
- Вапнярка — Котовськ [Архівовано 4 березня 2016 у Wayback Machine.]
- Козятин-Попільня-Фастів (далі на Київ) [Архівовано 30 вересня 2020 у Wayback Machine.]
- Вінниця-Хмільник-Старокостянтинів-Хмельницький [Архівовано 30 вересня 2020 у Wayback Machine.]
- Вінниця-Гайворон

14 грудня 2015 року відкрито рух приміських поїздів на ділянці Вінниця-Немирів-Гайсин-Гайворон.
На території області розташована найдовша в Європі діюча пасажирська вузькоколійка Рудниця-Гайворон-Голованівськ. Туристів зі всього світу приваблює поїздка ретро-техніка на колії 750 мм за звичайним приміським тарифом.

### Автошляхи
Через область проходять автомобільні магістральні дороги:
- М12 — а/д Стрий — Тернопіль — Кропивницький — Знам'янка — 181,9 км
- М21 — а/д Житомир — Могилів-Подільський — 178,1 км.

Регіональні дороги:
- Р08 а/д Немирів — Ямпіль — 118,6 км
- Р17 а/д Біла Церква — Тетіїв — Липовець — Гуменне — 93,7 км
- Р31 а/д Кременець — Козятин — Ружин — 45,0 км
- Н02 а/д Бердичів — Хмільник — Літин — 58,7 км
- Р36 а/д Немирів — Могилів-Подільський — 107,1 км

У перспективі через область можуть проходити транспортні коридори: Лісабон — Неаполь — Будапешт — Київ, Варшава — Одеса («Балтійське море — Чорне море»).
Всі населені пункти області зв'язані з районними центрами дорогами з твердим покриттям.

### Інші комунікаційні засоби
По річках здійснюється вантажно-пасажирське судноплавство. Центр області пов'язаний постійними авіалініями з Москвою і з деякими іншими містами — чартерними сезонними рейсами.
Успішно розвивається галузь зв'язку, особливо в містах обласного значення: Вінниці, Жмеринці, Козятині, Ладижині, Могилів-Подільському, Хмільнику. Вводяться нові цифрові телефонні станції, системами мобільного зв'язку UMC, Київстар покриваються міста і території, прилеглі до автомобільних доріг державного значення.
Збільшується кількість операторів електрозв'язку, які включені в волоконно-оптичні лінії зв'язку (ВОЛЗ): «Дністер», «Захід», а з часом — «Поділля», а також ті, що працюють в системах радіорелейного зв'язку (РЛЗ). ВОЛЗ і РЛЗ забезпечують високу швидкість і якість передачі інформації.

## Туризм

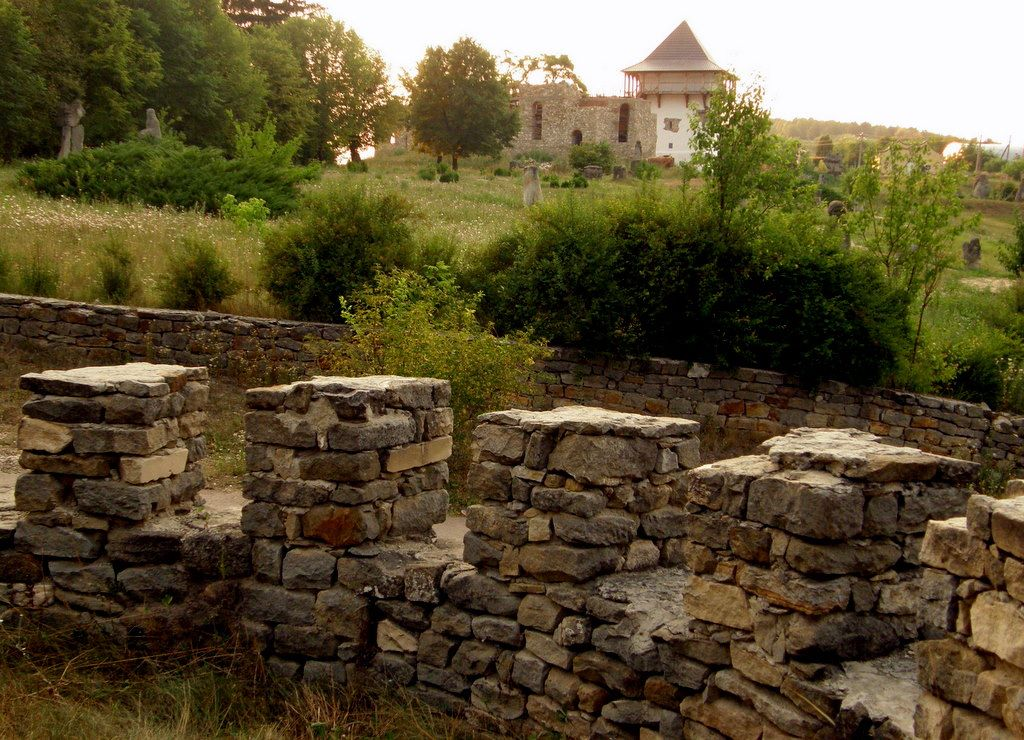
Історико-культурний заповідник «Буша»

В області взято на державний облік 580 пам'яток архітектури та містобудування, 1507 пам'ятки археології, 1660 пам'яток історії, 98 пам'яток монументального мистецтва. До списку історичних населених місць включено 24 пункти Вінниччини: Бар, Бершадь, Браїлів, Брацлав, Вінниця, Вороновиця, Гайсин, Дашів, Жмеринка, Іллінці, Козятин, Копайгород, Могилів-Подільський, Муровані Курилівці, Немирів, Оратів, Погребище, Ситківці, Томашпіль, Тульчин, Хмільник, Чечельник, Шаргород, Ямпіль.
Найцікавіші історико-культурні місця і пам'ятники:
- Немирівське скіфське городище;
- Державний історико-культурний заповідник «Буша» (у тому числі скельний храм з давньослов'янським рельєфом);
- Вінницький обласний краєзнавчий музей;
- Ставка Гітлера «Вервольф»;
- музей-садиба М. І. Пирогова;
- літературно-меморіальний музей М. М. Коцюбинського;
- дерев'яні церкви Миколи (1746 р.) і Юрія (1726 р.);
- комплекс укріплених монастирських будівель «Мури» у м. Вінниці (XVII—XVIII ст.);
- Меморіальний комплекс-музей Д. К. Заболотного;
- залишки замку в Шаргороді (XVI ст.);
- руїни замків у Барі, Озаринцях, Селищі, Хмільнику;
- культові споруди XVI—XIX ст. у Шаргороді, Браїлові, Немирові, Вінниці, Могилеві-Подільському;
- палаци в Тульчині (XVIII—XIX ст.), Немирові (XIX ст.), Мурованих Курилівцях (1805 р.);
- літературно-меморіальні музеї Марка Вовчка та М. О. Некрасова у Немирові;
- музей М. Д. Леонтовича у м. Тульчині;
- музей С. В. Руданського у с. Хомутинці Калинівського району;
- музей М. С. Грушевського у с. Сестринівці;
- меморіальний комплекс Слави (1958 р.);
- пам'ятник М. І. Пирогову (1971 р.);
- пам'ятник Другої світової війни, с. Дзигівка;
- меморіальний комплекс на честь воїнів-визволителів і воїнів-земляків у смт Тиврів (1978 р.).

## Засоби масової інформації

### Друковані
- Бершадський край
- Жмеринський Меридіан
- Трудова слава
- Вінниччина
- Республіканські вісті
- Селянська Громада
- Жмеринський Меридіан
- Крила України
- CREDO

### Телеканали
- Суспільне Вінниця
- Віта ТБ
- Вінниччина

### Радіостанції

#### Регіональні
- Українське радіо. Вінниця

#### Місцеві
- Радіо «Місто Над Бугом» (Вінниця)
- Радіо «ТАКТ» (Вінниця)
- Лада FM (Ладижин)
- Тростянець FM (Тростянець)
- ОКЕЙ FM (Хмільник)
- Ямпільське Радіо (Ямпіль)
- Погляд (Козятин)
- Томашпільське Радіо (Яришівка)
- Говорить Оратів (Оратів)
- Гайсинське Радіо (Гайсин)
- Подільське Радіо (Ладижин)
- Говорить Могилів-Подільський (Могилів-Подільський)
- Тульчинське Радіо (Тульчин)
- Бар FM (Бар)
- Муровано-Курилівецьке Радіо (Муровані Курилівці)
- Новини Крижопілля (Крижопіль)
- Іллінецьке Радіо (Іллінці)
- Говорить Оратів (Оратів)
- Місто над Бугом (Вінниця)

## Соціальна сфера
Станом на 2011 рік на Вінниччині працювало 973 школи, де навчалося 160 тисяч школярів.
Зараз працює 947 загальноосвітніх навчальних закладів, а туалет є лише в приміщенні 735 шкіл.
За 2011—2012 роки внутрішніми вбиральнями на Вінниччині обладнали 358 шкіл. Залишилося збудувати туалети в приміщеннях ще 212 навчальних закладів. За інформацією обласного управління освіти, внутрішніми вбиральнями станом на перше січня 2012 року було забезпечено лише 521 загальноосвітній навчальний заклад, у 144 школах збудували туалети у 2011 році. 2012 року внутрішні вбиральні з'явилися ще у 214 школах. Загальний показник — 735 закладів з 947 загальноосвітніх навчальних закладів області.

## Релігійна ситуація

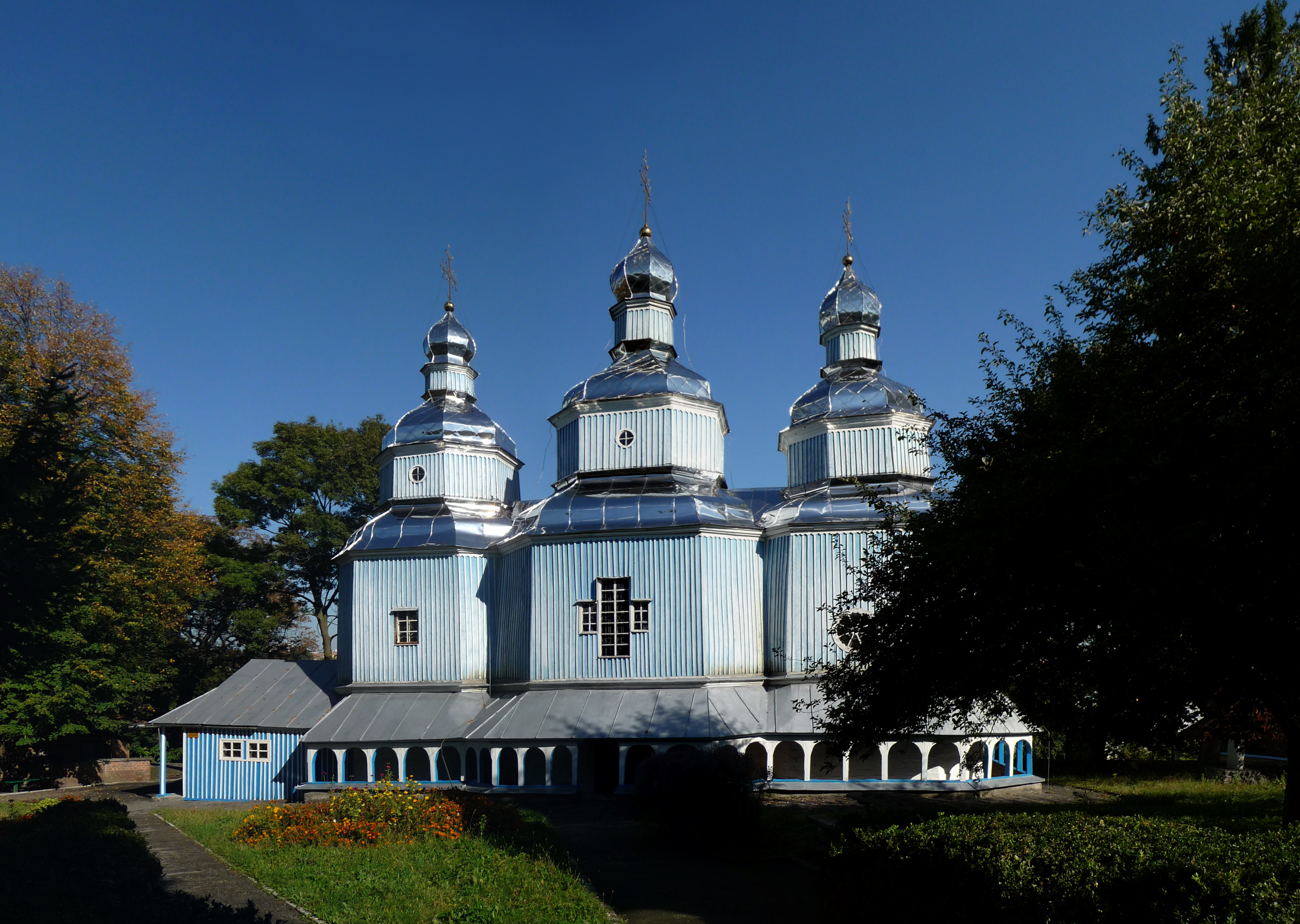
Миколаївська церква у Вінниці (1746)

За даними облдержадміністрації станом на 1 вересня 2010 в області діють 2052 релігійні організації 35 конфесій; за даними відділу у справах релігій облдержадміністрації станом на кін. 2018 — поч. 2019 рр. (до надання томосу) на Вінниччині створено 2254 релігійні громади 45 конфесій. Найвпливовішою складовою релігійного життя в області залишається православ'я — 1259 (на поч. 2019 р. 1257) релігійних організацій, що становить 61,3 % релігійної мережі.
Загалом в області понад 70 релігійних громад ухвалили рішення про перехід до нової української церкви, але документально завершили процедуру зміни підпорядкованості та внесли зміни до ЄДРПОУ тільки дві релігійні організації (станом на березень 2019) — Спасо-Преображенський кафедральний собор (Вінниця) та ікони Пресвятої Богородиці «Всіх скорботних радість».
Кількість релігійних організацій
- Православна церква України — 285 організації
- Римо-католицька церква — 130 релігійних організацій
- Українська греко-католицька церква — 17 організацій
- Інші православні релігійні громади мають 9 релігійних утворень.
- Російська православна старообрядницька церква — 14.
- Українська православна церква (МП)
- До протестантських деномінацій в області належить 579 релігійних організацій 19 конфесій.

Загалом 97,7 % релігійних організацій області мають християнське походження. Що ж до інших 2,3 % в області діють 47 нехристиянських релігійних організацій 7 конфесій.
У 2008—2010 роках органами державної влади повернено у власність історичним власникам близько 2-х десятків культових споруд.
За межами області відома подільська іконописна традиція. ЇЇ проявом є особливі довгі домашні іконостаси, писані на полотні наприкінці XIX — на початку XX ст. В їхній палітрі переважають червоні, зелені та жовті барви, обличчя святих дещо видовжені, очі мигдалеподібні. Сюжети іконостасів були зумовлені святами та святими, які найбільше шанувалися в тій чи іншій родині. Зібрання подільських домашніх іконостасів знаходяться у Вінницькому художньому музеї, а також у Музеї української домашньої ікони, розташованому в Історико-культурному комплексі «Замок Радомисль».

## Партнерство
Сомерсет, Велика Британія

## Персоналії
- Берим Микола Григорович
- Брацюнь Степан Іванович
- Гуцало Євген
- Кішка Петро Маркович
- Коцюбинський Михайло
- Леонтович Микола Дмитрович
- Міщенко Фросина Іванівна (*1926) — видатна майстриня гончарного мистецтва, член НСМНМУ, заслужений майстер народної творчості України.
- Пирогов Микола Іванович
- Сторожук Валентина Петрівна
- Стус Василь Семенович
- Яковенко Тетяна Василівна
- Маловський Мар'ян Мартинович